# Takase Akira
Takase Akira (高瀬証 Takase, Akira, sinh ngày 21 tháng 9 năm 1988 ở Kitami, Hokkaido) là một cầu thủ bóng đá người Nhật Bản thi đấu cho ReinMeer Aomori.

## Thống kê câu lạc bộ
Cập nhật đến ngày 23 tháng 2 năm 2018.
| Thành tích câu lạc bộ | Thành tích câu lạc bộ | Thành tích câu lạc bộ       | Giải vô địch | Giải vô địch | Cúp                   | Cúp                   | Tổng cộng | Tổng cộng |
| Mùa giải              | Câu lạc bộ            | Giải vô địch                | Số trận      | Bàn thắng    | Số trận               | Bàn thắng             | Số trận   | Bàn thắng |
| Nhật Bản              | Nhật Bản              | Nhật Bản                    | Giải vô địch | Giải vô địch | Cúp Hoàng đế Nhật Bản | Cúp Hoàng đế Nhật Bản | Tổng cộng | Tổng cộng |
| --------------------- | --------------------- | --------------------------- | ------------ | ------------ | --------------------- | --------------------- | --------- | --------- |
| 2010                  | Japan Soccer College  | JRL (Hokushin'etsu, Div. 1) | 12           | 6            | 1                     | 0                     | 13        | 6         |
| 2011                  | Japan Soccer College  | JRL (Hokushin'etsu, Div. 1) | 14           | 5            | 1                     | 0                     | 15        | 5         |
| 2012                  | Grulla Morioka        | JRL (Tohoku, Div. 1)        | 11           | 6            | 1                     | 0                     | 12        | 6         |
| 2013                  | Grulla Morioka        | JRL (Tohoku, Div. 1)        | 18           | 11           | 1                     | 0                     | 19        | 11        |
| 2014                  | Grulla Morioka        | J3 League                   | 32           | 7            | 1                     | 0                     | 33        | 7         |
| 2015                  | Grulla Morioka        | J3 League                   | 18           | 1            | 0                     | 0                     | 18        | 1         |
| 2016                  | Grulla Morioka        | J3 League                   | 0            | 0            | –                     | –                     | 0         | 0         |
| 2016                  | Azul Claro Numazu     | JFL                         | 2            | 0            | –                     | –                     | 2         | 0         |
| 2017                  | ReinMeer Aomori       | JFL                         | 18           | 0            | –                     | –                     | 18        | 0         |
| Tổng cộng sự nghiệp   | Tổng cộng sự nghiệp   | Tổng cộng sự nghiệp         | 125          | 36           | 5                     | 0                     | 130       | 36        |